# HD 33419
HD 33419，又名BD-00 867，SAO 131834、HR 1681，是一颗恒星，视星等为6.1，位于銀經201.28，銀緯-22.67，其B1900.0坐标为赤經5h 4m 57.3s，赤緯-0° -22.67′ 25″。